# Ioannis Nimpitis
Ioannis Nimpitis (griechisch Ιωάννης Νιμπίτης, * 24. April 1995) ist ein griechischer Biathlet und Skilangläufer.

## Karriere
Ioannis Nimpitis hatte seinen ersten internationalen Einsatz im Rahmen des Rollerski-Weltcup 2010 der Junioren in Thessaloniki, wo er zum 200-Meter-Sprint antrat und 16. wurde. In der Gesamtwertung wurde er damit 52. In der 2011 lief er seine ersten internationalen Rennen, im Langlauf im Balkan Cup und bei FIS-Rennen, im Biathlon im Rahmen des IBU-Cups. Bei letzterem Wettbewerb wurde er in seinem ersten Sprint in Bansko 71. Erstes Großereignis wurden die Sommerbiathlon-Weltmeisterschaften 2011 in Nové Město na Moravě, bei denen Nimpitis 59. des Sprints der Junioren wurde und im Verfolgungsrennen als überrundeter Läufer nichts ins Ziel kam. Für die Mixed-Staffel wurde er in die griechische A-Mannschaft berufen und wurde an der Seite von Panagiota Tsakiri, Kleanthis Karamichas und Christina Kiourkenidou als Schlussläufer und jüngster Teilnehmer der A-Klasse-Rennen überrundeter Neunter.